# Viriato (filme de 2019)
Viriato é um filme português, realizado por Luís Albuquerque, que relata a vida de um guerreiro que há séculos lutou e deu a vida por um território, a Lusitânia que em boa medida mais tarde se tornou o grosso do território de Portugal, Viriato.

## Elenco
- Alexandre Oliveira - Viriato
- Margarida Sousa - Camala
- Miguel Babo - Tibério
- Jaime Monsanto - Audax
- Mário da Costa - Maximo
- Mario Berto - Tôngio
- João Damasceno - Cipião
- Bárbara Queirós - Adadine
- Paula Queirós - Eneida
- João Paiva - Cauceno
- Vânia Fernandes - Lízia
- Pedro Rodrigues - Minuros
- Carlos Carvalheiro - Senador Décimo Junio
- Paulo Moura - Senador Servílio
- Yuri Ribeiro - Germanico